# Gabor Szabo Live
Gabor Szabo Live with Charles Lloyd featuring Spellbinder, o simplemente Gabor Szabo Live, es un álbum en vivo del guitarrista húngaro Gábor Szabó. Fue publicado el 26 de junio de 1974 a través de Blue Thumb Records.

## Lista de canciones
| Lado uno |                |               |          |  |
| N.º      | Título         | Escritor(es)  | Duración |  |
| 1.       | «Spellbinder»  | Gábor Szabó   | 7:50     |  |
| 2.       | «Sombrero Sam» | Charles Lloyd | 9:44     |  |

| Lado dos |          |                        |          |  |
| N.º      | Título   | Escritor(es)           | Duración |  |
| 1.       | «Stormy» | Buddy Buie James Cobb  | 8:48     |  |
| 2.       | «People» | Jule Styne Bob Merrill | 9:36     |  |

## Créditos y personal
Créditos adaptados desde las notas de álbum de Gabor Szabo Live.
Músicos
- Gábor Szabó – guitarra
- Wolfgang Melz – bajo eléctrico
- John Dentz – batería
- Mailto Correa – conga, percusión

Músicos adicionales
- Charles Lloyd – flauta en «Sombrero Sam»
- Tony Ortega – flauta, Echoplex en «Stormy»
- Tommy Eyre – teclados en «People»

Personal técnico
- Tommy LiPuma – productor
- Bruce Botnick – ingeniero de audio, mezclas
- Tom Wilkes – fotografía de portada, diseño